# بلا هونانیان
بلا اُگسنی هونانیان (لُرتا هونانیان) (ارمنی: Բելա Օգսենի Հովնանյան (Լորետա Հովնանյան؛  زادهٔ ۱۲ اوت ۱۹۳۵) رقصنده باله، مربی رقص، طراح رقص و رقصنده باله اهل ارمنستان است. وی از سال میلادی تاکنون مشغول فعالیت بوده‌است.

## زندگی‌نامه
وی در ۱۲ اوت ۱۹۳۵ در ایروان به دنیا آمد و از دانشکده دولتی هنر رقص ایروان (۱۹۵۵) و دانشگاه دولتی علوم پرورشی خاچاطور آبوویان ارمنستان (۱۹۸۷) فارغ‌التحصیل گشت. وی در تالار آکادمی ملی اپرا و باله آلکساندر اسپنداریان (۱۹۵۵–۱۹۷۹)، کالج دولتی هنر رقص ایروان (۱۹۶۴) و انستیتو دولتی هنری و نمایشی ایروان (۱۹۸۲-۱۹۹۲) فعالیت می‌کرد. وی همچنین برنده جوایزی همچون هنرمند مردمی ارمنستان شوروی (۱۹۷۶) و هنرمند شایسته ارمنستان شوروی (۱۹۷۳) شد.

## یادداشت
1. ↑  Yerevan Dancing Art State College
2. ↑  Yerevan State Institute of Fine Arts and Theater